# Nina Kläy
Nina Kläy (12 de septiembre de 1989) es una deportista suiza que compitió en taekwondo. Ganó una medalla de bronce en el Campeonato Mundial de Taekwondo de 2013 y dos medallas en el Campeonato Europeo de Taekwondo, oro en 2014 y plata en 2006.

## Palmarés internacional
| Campeonato Mundial | Campeonato Mundial | Campeonato Mundial | Campeonato Mundial |
| Año                | Lugar              | Medalla            | Categoría          |
| ------------------ | ------------------ | ------------------ | ------------------ |
| 2013               | Puebla (México)    | Medalla de bronce  | –62 kg             |
| Campeonato Europeo |                    |                    |                    |
| Año                | Lugar              | Medalla            | Categoría          |
| 2006               | Bonn (Alemania)    | Medalla de plata   | –59 kg             |
| 2014               | Bakú (Azerbaiyán)  | Medalla de oro     | –62 kg             |